# Detlef Ernst
Detlef Ernst (* 1964) ist ein ehemaliger deutscher Radrennfahrer und nationaler Meister im Radsport.

## Sportliche Laufbahn
Ernst war in der DDR aktiv und hatte seinen ersten internationalen Einsatz bei den UCI-Straßen-Weltmeisterschaften der Junioren 1981; er wurde im Straßenrennen eingesetzt und dort als 29. klassiert. 1982, seinem ersten Jahr in der Leistungsklasse der Männer, wurde er mit dem Team des SC Cottbus DDR-Meister im Mannschaftszeitfahren gemeinsam mit Bernd Drogan, Frank Jesse und Michael Münnich. Er startete in der DDR-Rundfahrt und wurde 30. der Gesamtwertung. 1983 gelang seinem Verein die Titelverteidigung bei den Meisterschaften. 1984 konnte er beim Sieg von Bodo Straubel das Rennen Rund um Berlin in der Spitzengruppe beenden, danach beendete er seine Laufbahn.